# Oberhausen

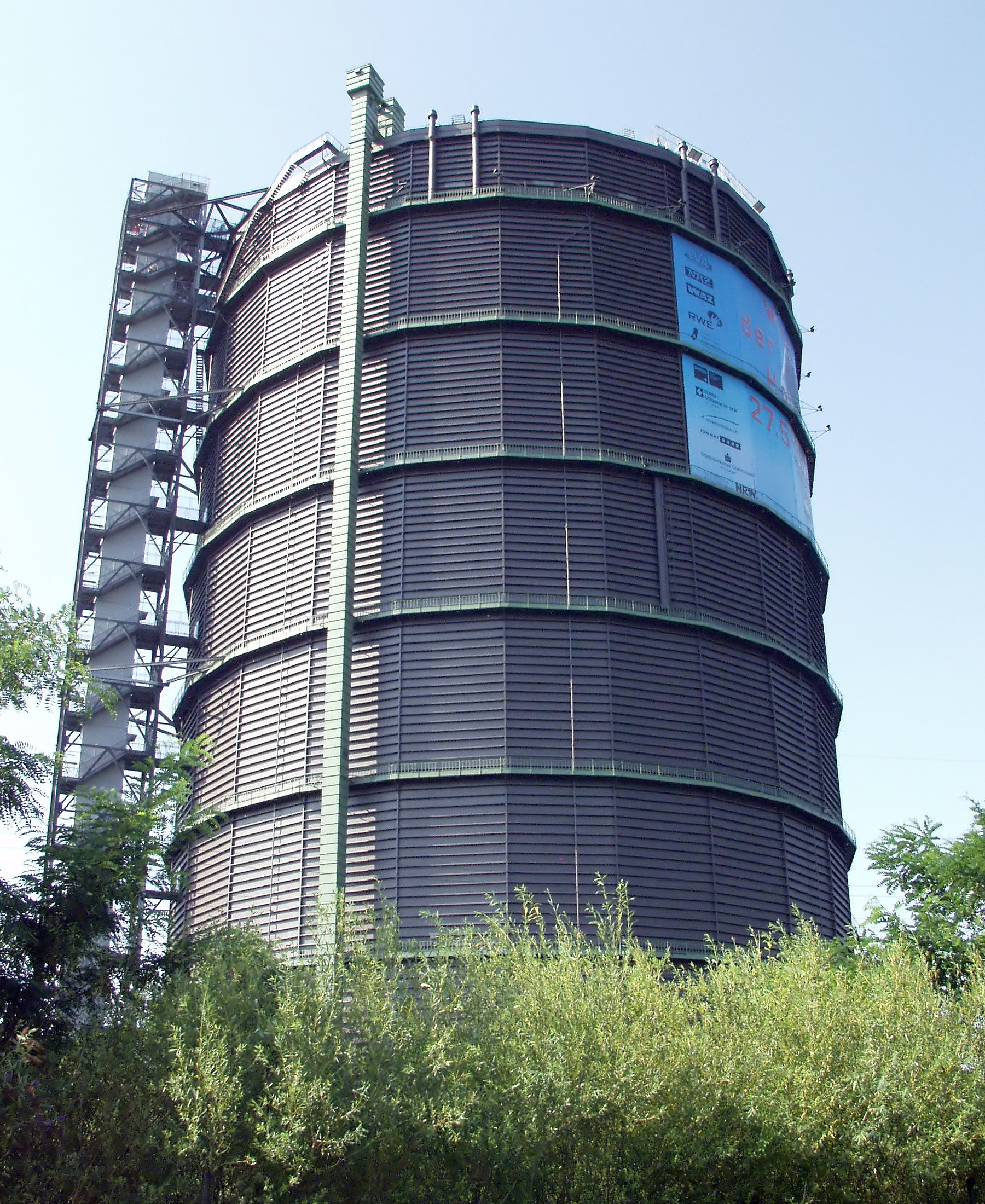
Gasòmetre d'Oberhausen.

Oberhausen és una ciutat de Renània del Nord-Westfàlia, Alemanya, a la regió del Ruhr. Actualment té una població d'uns 219.000 habitants.

## Història
Al començament del segle xix i a conseqüència de les guerres Napoleòniques el territori que comprèn aquest estat va passar a formar part de la Confederació del Rin.
Durant el Primer Imperi Francès la regió va ser designada com el Departament del Roer.
Malgrat les destrosses sofertes pels bombardejos aliats durant la Segona Guerra Mundial la ciutat es va recuperar en menys d'una generació i la conca del Ruhr es manté com una de les regions més pròsperes de la Unió Europea.

## Cultura
El Festival Internacional de Curtmetratges d'Oberhausen (Internationale Kurzfilmtage Oberhausen) és el més antic del món en el seu gènere.
Martin Scorsese, George Lucas, Werner Herzog i François Ozon han presentat les seves primeres produccions en aquest festival.
Wim Wenders va créixer en aquesta ciutat.
El gasòmetre d'Oberhausen va ser a finals dels anys 1920 el major dipòsit de gas d'Europa. Avui és un centre d'exposició. Un ascensor envidriat porta fins a una plataforma panoràmica a 117 metres d'altura, amb vistes a la conca del Ruhr.
Oberhausen és pionera en la tècnica de centrals energètiques.
Al Sea Life Center d'aquesta ciutat vivia el cèlebre pop Paul, el pop que es va fer famós per predir, amb un elevat índex d'encert, els resultats del Mundial de futbol de Sud-àfrica 2010. Va ser el pop més famós del món i va fer famosa aquesta ciutat.